# Abja-Vanamõisa
Abja-Vanamõisa – wieś w Estonii, w prowincji Viljandi, w gminie Mulgi. W 2011 roku zamieszkana przez 83 osoby.
Do roku 2017 Abja-Vanamõisa znajdowała się w gminie Abja.